# Chemische verweringsindex (CIA)
De chemische verweringsindex (Engels: Chemical Index of Alteration; CIA) is een veelgebruikte maat om de graad van verwering van gesteenten te berekenen. De index berekent de hoeveelheid Al2O3 ten opzichte van de kationen Na+, K+ en Ca2+ die gegeven worden als oxiden.

## Principe
Calcium, natrium en kalium hebben een kleinere bindingssterkte dan aluminium. Dat wil zeggen dat de bindingen van Ca, Na en K in het kristalrooster sneller verbroken kunnen worden omdat er minder energie voor nodig is om deze te verbreken dan bij Al. Na verloop van tijd zal het relatieve gehalte van Al in het gesteente stijgen totdat alle Ca, Na en K uit het gesteente is uitgeloogd.
Er wordt alleen rekening gehouden met het aluminium, natrium, kalium en calcium dat aanwezig is in veldspaten (bijvoorbeeld plagioklaas). Daarom moet er voor Ca een correctie worden uitgevoerd omdat het ook aanwezig kan zijn in de mineralen apatiet (Ca5(PO4)3) en calciet (CaCO3).
De CIA-waarden voor alle gesteenten liggen tussen 47% en 100%. Onverweerde vulkanische gesteenten zoals graniet of basalt hebben waardes van 50% of minder. Voor verweringsproducten zoals kleien liggen de waarden dicht bij 100%.

## Berekening
{\displaystyle {\ce {CIA={\frac {Al2O3}{{Al2O3}+{CaO*}+{Na2O}+{K2O}}}\cdot \ 100}}}
Deze formule geeft de CIA waarde van het gesteente in procenten weer. De waarden die in de formule gebruikt worden, zijn de genormaliseerde gewichtspercentages van de oxiden van Al, Na, K en Ca van het gesteente.
CaO* is de gecorrigeerde waarde van Ca in het gesteente zonder de calcium die aanwezig is in calciet of apatiet. Dit wordt als volgt berekend:
mol CaO* {\displaystyle {\ce {=molCaO-mol{CO2}-{\frac {10}{3}}\cdot \ mol{P2O5}}}}
Het aantal mol CO2 komt overeen met het aantal mol Ca dat aanwezig is in calciet en het aantal mol P2O5 met het Ca uit apatiet.